# Аузиньш, Имант
Имант Аузиньш (латыш. Imants Auziņš, 13 ноября 1937 — 21 августа 2013) — латвийский поэт, переводчик и литературный критик.

## Биография
Имант Аузиньш родился 13 ноября 1937 года в Залвской волости Екабпилсского уезда в крестьянской семье. Был женат на прозаике и переводчике Ирине Цигальской, имел двух дочерей — Ирену и Анну.
Учился в Залвской начальной и Неретской средней школах, окончил филологический факультет Латвийского государственного университета.
Первой публикацией стало стихотворение «Jaunajā gadā ieejot» в неретской газете «Komunisma ceļš» (1956).
Работал в латвийских газетах и журналах: «Literatūra un Māksla», «Karogs», «Padomju Jaunatne», «Даугава», в издательстве «Liesma».
Член латвийского Союза писателей (с 1960 года), который возглавлял в 1989—1992 годах. Участвовал в выборах 8-го Сейма Латвии по списку социал-демократов.
Лауреат Государственной премии Латвийской ССР (1977 год). Награждён орденом Трёх звёзд (2001) и памятной медалью защитника баррикад 1991 года. Обладатель латвийской литературной премии им. Вилиса Плудониса (1990) и премии Ояра Вациетиса (2007 год).

## Память
Похоронен в Риге на Лесном кладбище.

### Стихи
- «Es vaicāju sirdij» (1961)
- «Zilie griesti» (1963)
- «Jaunu rītu lauki» (1966)
- «Skumjais optimisms» (1968)
- «Skaņa» (1970)
- «Nezūdošais» (1972)
- «Nomodā» (1975)
- «Taurējums» (1976)
- «Duna» (1977)
- «Tālā balss» (1981)
- «Alkas» (1983)
- «Atskārsme» (1986)
- «Mazas balādes» (1999)
- «Jaunas mazas balādes» (2005)
- «Ars poetica» (2007)

### Эссе
- «Mums uzticētā planētas daļa» (1966)
- «Mājas pulcējas baros» (1974)
- «Cilvēks izdzied savu mūžu: pārdomas par dzeju» (1975)
- «Paliekošais un mainīgais: dzejas pasaulē» (1988)
- «Šķautnes: Latviešu dzeja 20.gadsimtā» (2001)
- «Piecdesmit gadi bez televizora: atmiņu ainas» (2002—2006)

### Избранное
- «Degupļava» (1979)
- «Šī zeme, tavs skūpsts un krāsns sarkanā mute» (1987)
- «Ritums» (1999)